# سلطة إقليم البترا
سلطة إقليم البترا التنموي السياحي سلطة أردنية ذات استقلال مالي وإداري، تأسست عام 2009 في إقليم البترا في محافظة معان، بجنوب المملكة الأردنية الهاشمية. تهدف إلى تنمية الإقليم وتطويره سياحيا واقتصاديا واجتماعيا وثقافيا، والمساهمة في تنمية المجتمع المحلي في منطقة البترا التي تبلغ إجمالي مساحتها 755 كم2، بما فيها المحمية الأثرية.
قامت سلطة إقليم البتراء بالتعاون مع هيئة تنشيط السياحة الأردنية منذ عام 2012، بإحياء احتفاليات تضم العديد من الأنشطة والفعاليات، بمناسبة مرور 200 عام على اكتشاف البتراء، والتي تهدف إلى تعريف المواطن المحلي والسائح العربي والأجنبي بأهمية هذه المدينة ودورها الريادي في وضع الأردن على خارطة السياحة العالمية.

## الادارة
يتولى إدارة السلطة والإشراف على شؤونها مجلس مفوضين، يتألف من خمسة أعضاء بمن فيهم الرئيس ونائبه على أن يكون أحدهم مفوضاً لإدراة المحمية الأثرية، ويُعينون بقرار من مجلس الوزراء الأردني، كما يقترن تعيينهم بصدور موافقة من الملك.

## المحمية الأثرية

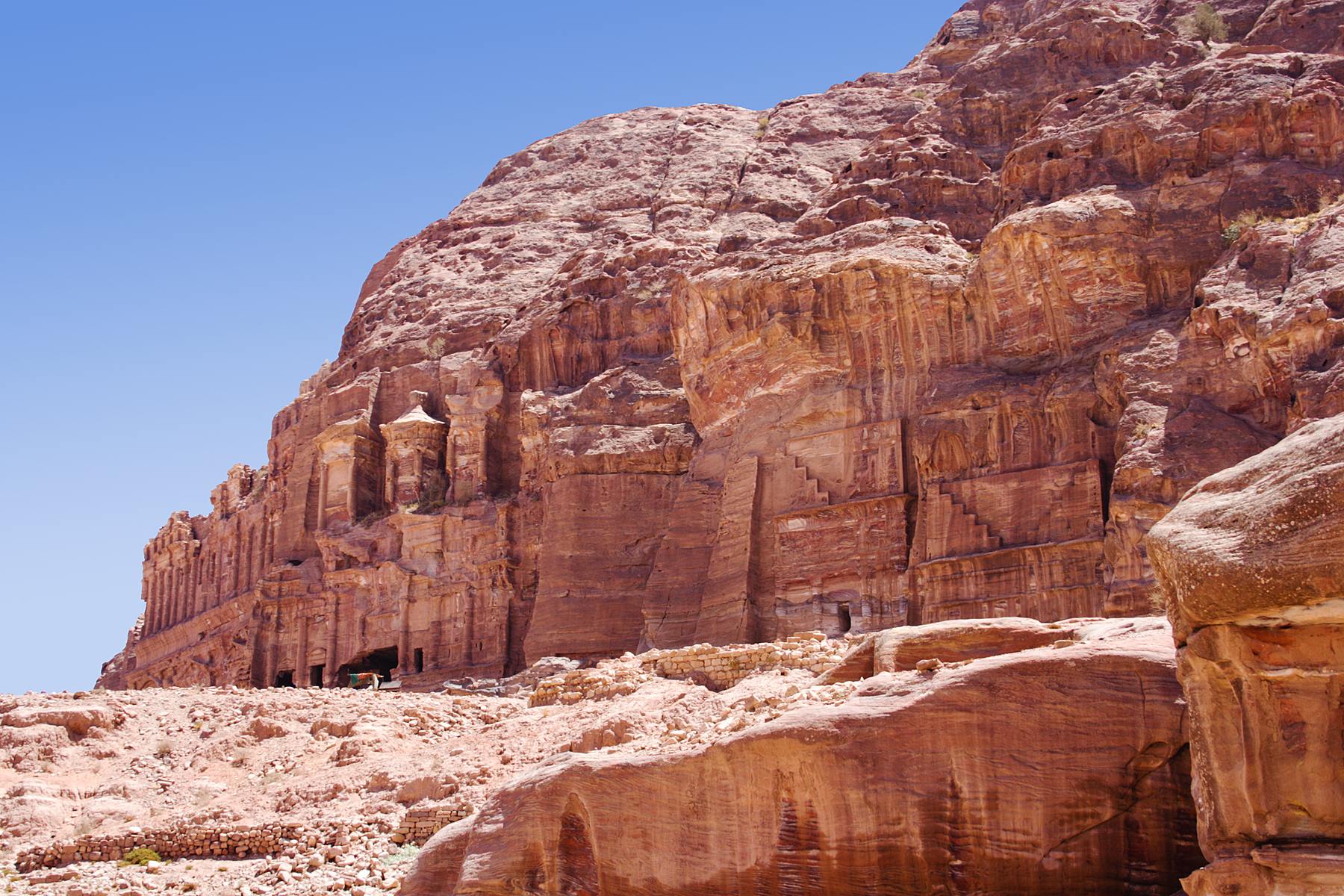
الآثار النبطية داخل المحمية الأثرية في البتراء، تشرف عليها مفوضية محمية البترا، والتي هي جزء من السلطة.

تخضع المحمية الأثرية في البتراء (التي تشمل جميع آثار المدينة) لإدارة السلطة، والتي تبلغ مساحتها 264 كم2. تتم إدارة المحمية من قبل مفوضية محمية البترا والتي هي جزء من السلطة. وتتمركز مهمة السلطة في تطوير المنطقة من خلال إدارة وحماية المحمية، وتطوير السياحة وتشجيع الاستثمار، وتطوير المجتمع المحلي.

## وصلات خارجية
- ألبوم فيديو عن السلطة والبتراء
- سلطة إقليم البترا بين الناقد والجاحد | البوابة